# Hyla japonica
Hyla japonica là một loài ếch trong họ Nhái bén. Loài này sinh sống từ Hokkaido đến Yakushima ở Nhật Bản và từ Triều Tiên dọc theo sông Ussuri đông bắc Trung Quốc, phía bắc Mông Cổ và phía Nam Viễn đông Nga.
Hyla japonica trước đây được coi là một phân loài của Hyla arborea (ếch cây châu Âu). 

## Hình ảnh

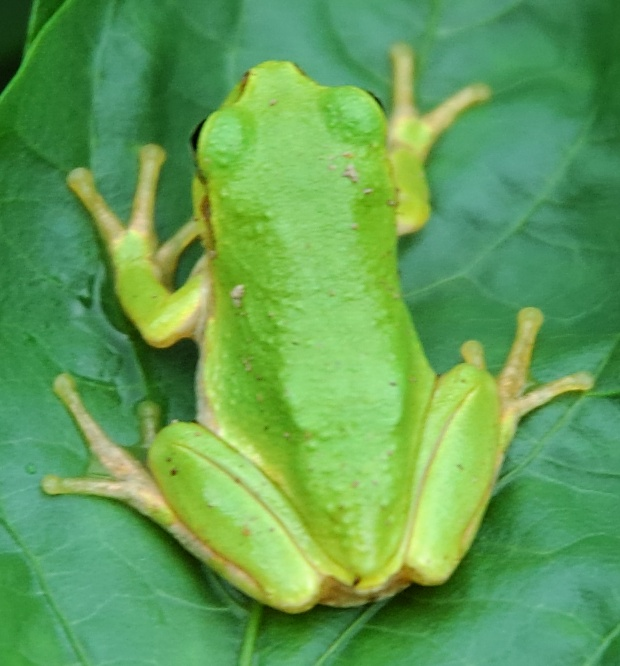
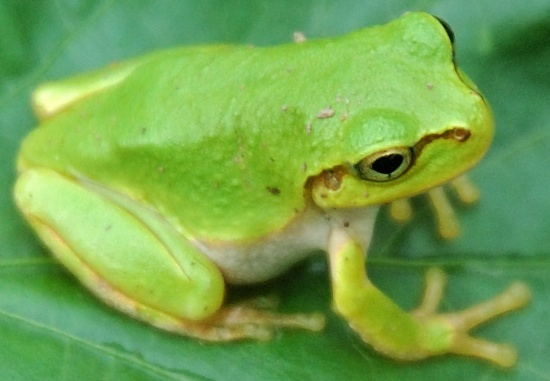
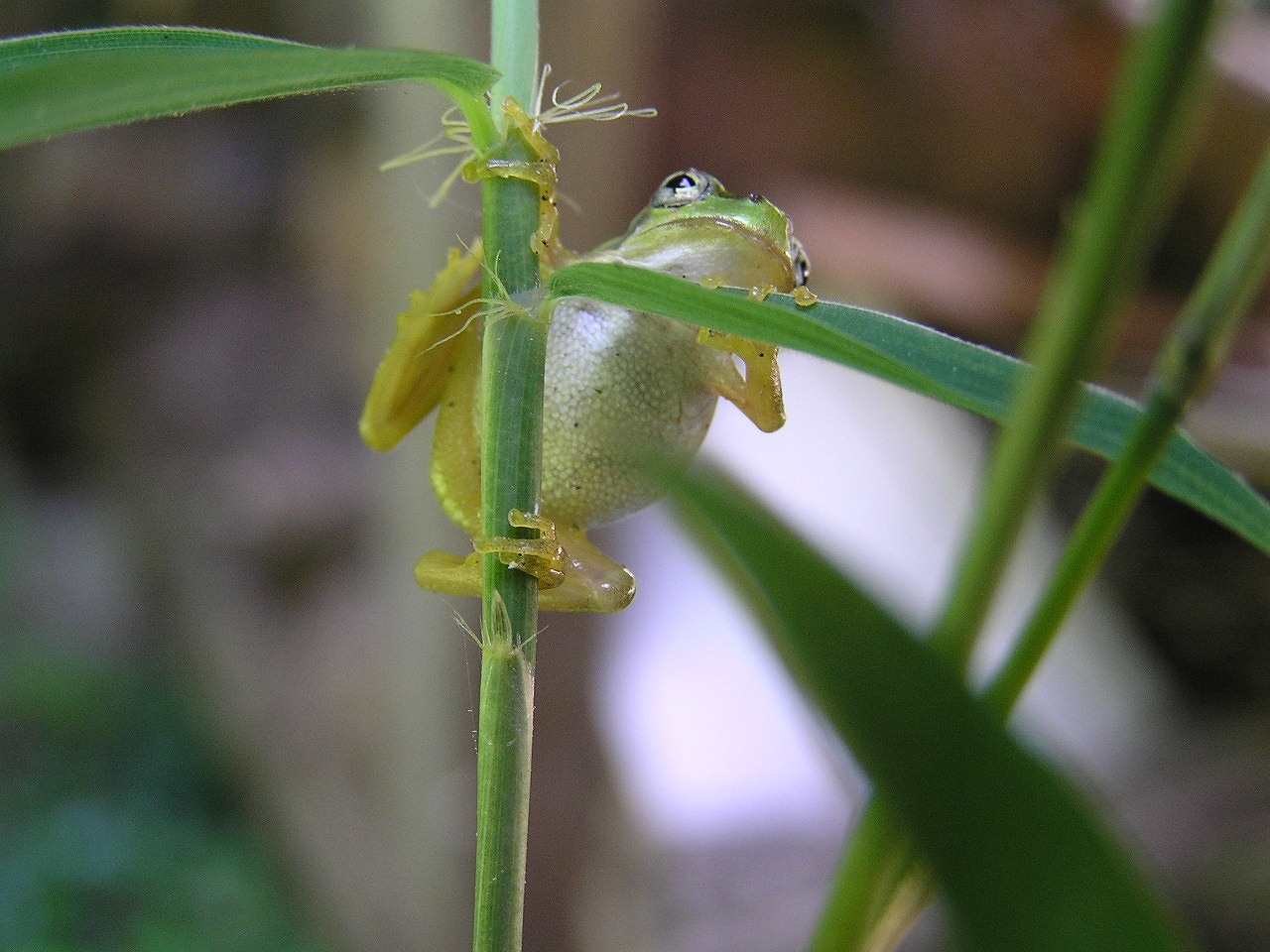
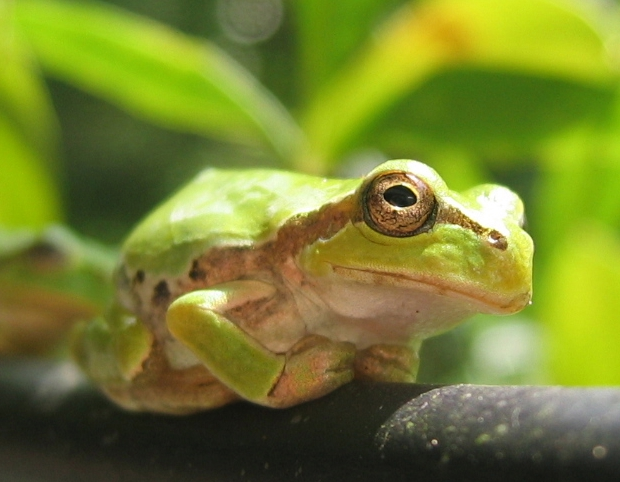